# Facelina
Genre
Facelina est un genre de mollusques nudibranches de la famille des Facelinidae.

## Liste d'espèces
Selon World Register of Marine Species (7 novembre 2013) :
- Facelina agari (Smallwood, 1910)
- Facelina annulicornis (Chamisso & Eysenhardt, 1821)
- Facelina auriculata (Müller, 1776)
- Facelina bilineata (Hirano & Ito, 1998)
- Facelina bostoniensis (Couthouy, 1838)
- Facelina coenda (Er. Marcus, 1958)
- Facelina dubia (Pruvot-Fol, 1948)
- Facelina fusca (Schmekel, 1966)
- Facelina goslingii (A. E. Verrill, 1901)
- Facelina hartleyi (Burn, 1962)
- Facelina lugubris (Bergh, 1882)
- Facelina newcombi (Angas, 1864)
- Facelina quadrilineata (Baba, 1930)
- Facelina quatrefagesi (Vayssière, 1888)
- Facelina rhodopos (Yonow, 2000)
- Facelina rubrovittata (Costa A., 1866)
- Facelina rutila (Pruvot-Fol, 1951)
- Facelina variegata (d'Oliveira, 1895)
- Facelina vicina (Bergh, 1882)
- Facelina zhejiangensis (Lin & You, 1990)

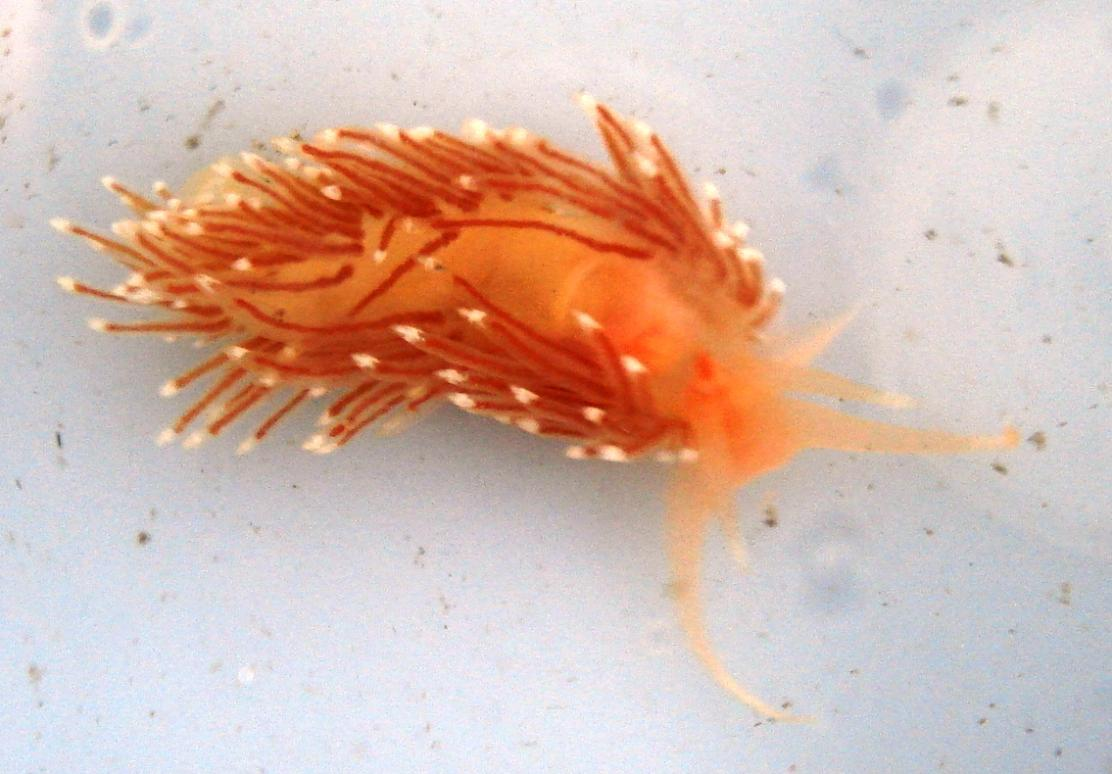
Facelina bostoniensis
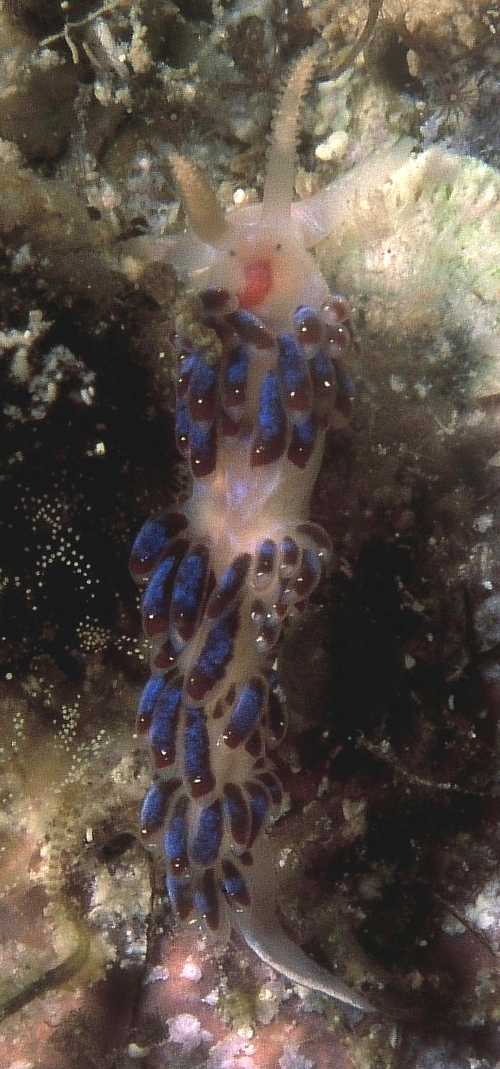
Facelina auriculata
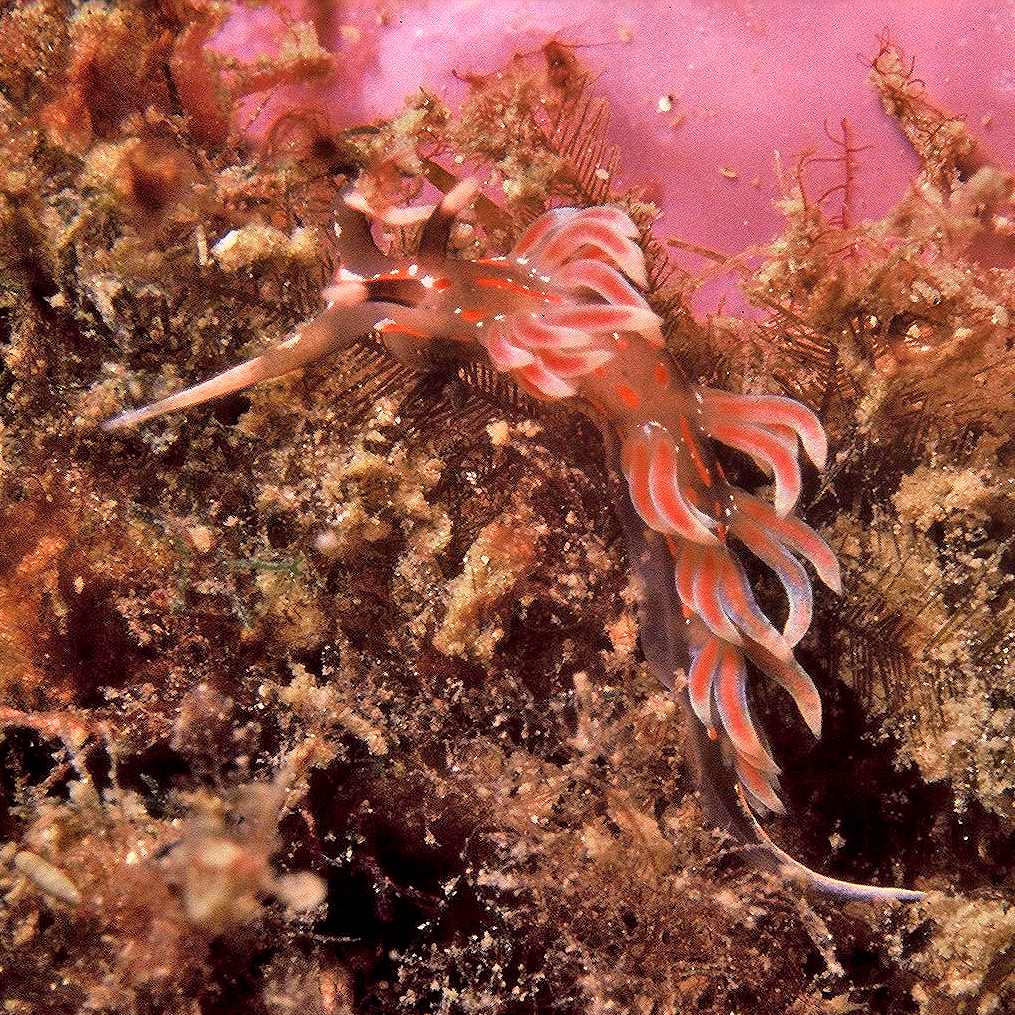
Facelina rubrovittata